# Sielsowiet Stodolicze
Sielsowiet Stodolicze (biał. Стадоліцкі сельсавет, Stadolicki sielsawiet; ros. Стодоличский сельсовет) – sielsowiet na Białorusi, w obwodzie homelskim, w rejonie lelczyckim, z siedzibą w Stodoliczach.

## Demografia
Według spisu z 2009 sielsowiety Stodolicze i Hrebienie zamieszkiwało 1330 osób, w tym 1266 Białorusinów (95,19%), 31 Rosjan (2,33%), 20 Ukraińców (1,50%), 10 Polaków (0,75%) i 3 osoby innych narodowości.
Do 2019 liczba ludności spadła do 933 osób. Największymi miejscowościami były wówczas Stodolicze (641 mieszkańców) i Hrebienie (176 mieszkańców). Liczba ludności żadnej z pozostałych miejscowości nie przekraczała 53 osób.

## Geografia i transport
Sielsowiet położony jest na Polesiu, w południowo-wschodniej części rejonu lelczyckiego. Największą rzeką jest Łochnica. Większość jego terytorium zajmuje kompleks leśno-bagienny. Południową granicą sielsowietu jest granica państwowa z Ukrainą.
Przez sielsowiet przebiega droga republikańska R128.

## Historia
12 listopada 2013 do sielsowietu Stodolicze przyłączono w całości liczący 9 miejscowości sielsowiet Hrebienie.

## Miejscowości
- agromiasteczko:
  - Stodolicze
- wsie:
  - Alchowaja
  - Hrebienie
  - Kawyżau
  - Łochnica
  - Miachacz
  - Ruczny
  - Usów
  - Wiazawaja
  - Zabrodzie
  - Zapiasocznaje
  - Żmurnaje